# Albert Bunjaki
Albert Bunjaki, född den 18 juni 1971 i Pristina, är en kosovansk-svensk fotbollstränare. Han har rötterna i Kosovo och kom till Sverige 1991. Han spelade elitfotboll i Pristina (KF Prishtina) samt  fotboll i Skövde, IFK Mariestad och Töreboda IK. Tränarkarriären började han i division 5 (Hassle Torsö Goif och Tidavads IF). Därefter tog Albert Bunjaki över ansvaret för Örebro SK:s ungdomssektioner. Det var efter det som han blev huvudtränare i division 2-laget Tidaholms G&IF 2004 och assisterande tränare i Degerfors IF. I november 2005 anställdes Bunjaki som assisterande tränare till Nanne Bergstrand i Kalmar FF och kontraktet var på två år. Hans kontrakt med Kalmar FF gick ut efter säsongen 2007. Enligt Kalmarff.se är Bunjakis fotbollsfilosofi att vända nackdelar till fördelar. Han försöker också att ta med sig fotbollsskulturen från forna Jugoslavien där han tycker den tekniska biten är betydligt bättre än i norra Europa. 
Mellan 2009 och 2017 var Bunjaki förbundskapten för Kosovo. 2012 åtog han sig även uppdraget att vara tränare för Örebros U21-lag.
Albert Bunjaki är gift och har ett barn.